# Charles Taylor (polityk)
Charles Ghankay Taylor (ur. 28 stycznia 1948 w Arthington koło Monrovii) – polityk liberyjski, były prezydent i dyktator Liberii, pierwszy przywódca państwa afrykańskiego skazany przez międzynarodowy trybunał za zbrodnie wojenne i zbrodnie przeciwko ludzkości. Urząd sprawował w okresie od 2 sierpnia 1997 do 11 sierpnia 2003.

## Życiorys
Pochodzi z rodziny amerykańskich Liberyjczyków, potomków uwolnionych niewolników amerykańskich, którzy po powrocie do Afryki w 1847 utworzyli niepodległe państwo. Matka pochodziła z miejscowego plemienia Gola.
Urodził się w Arthington. W latach 70. XX wieku studiował ekonomię na Bentley College w Waltham. Do kraju powrócił po zamachu stanu dokonanym przez Samuela Doe’a, by stanąć na czele ministerstwa finansów Liberii.
W 1983 oskarżony o defraudację miliona dolarów uciekł do USA, gdzie został aresztowany. Po krótkim pobycie w amerykańskim więzieniu Plymouth w stanie Massachusetts uciekł na wolność. Po tym doświadczeniu powrócił do rodzimego kraju, by rozpocząć wojnę domową i odnieść sukces militarny.
W 1997 w wysoce niedemokratycznych wyborach został wybrany na prezydenta Liberii. W czasie jego rządów Liberia z jednego z najzamożniejszych krajów afrykańskich stała się państwem biednym, w którym zapanował chaos, grabież i bezprawie. Stolica kraju, Monrovia, została zrujnowana, a ludność pozbawiona energii elektrycznej, wody i poczucia bezpieczeństwa. Przez kraj przetaczały się zbrojne bandy, grabiące, gwałcące i mordujące obywateli, działające, według oskarżycieli Taylora, pod cichym przyzwoleniem czerpiącego prywatne zyski z grabieży prezydenta.
W marcu 2003 roku Sąd Specjalny dla Sierra Leone oskarżył Taylora o handel bronią i podsycanie rebelii w sąsiednich krajach. W Liberii manifestujące od 2002 roku kobiety, zrzeszone w społecznym ruchu Masowa Akcja Kobiet Liberii na rzecz Pokoju (Women of Liberia Mass Action for Peace) doprowadziły do spotkania z Taylorem (kwiecień 2003) i wymogły na nim obietnicę podjęcia rozmów pokojowych z walczącymi stronami. Pod wpływem presji międzynarodowej do Liberii przyleciał Olusẹgun Ọbasanjọ, prezydent Nigerii, który osobiście namawiał Taylora do ustąpienia. Taylor wziął udział w pierwszych rozmowach pokojowych w czerwcu 2003 roku, po czym udał się wraz z Ọbasanjọ do Nigerii, gdzie otrzymał azyl polityczny.
W roku 2006, ulegając żądaniom prezydent Liberii Ellen Johnson-Sirleaf i naciskom USA, Nigeria ogłosiła, że cofa azyl polityczny dla Taylora, co umożliwiło jego aresztowanie przez liberyjski rząd. 28 marca 2006 Taylor zniknął ze swojej luksusowej rezydencji w Calabar, a 29 marca 2006 został aresztowany w Gamboru-Ngala. 20 czerwca 2006 przewieziono go do Hagi i postawiono przed Sądem Specjalnym dla Sierra Leone. 30 maja 2012 roku został skazany na 50 lat więzienia za zbrodnie przeciwko ludzkości i zbrodnie wojenne, których dopuścił się podczas wojny domowej w Sierra Leone (m.in. ludobójstwo, okrucieństwo wobec ludności cywilnej, praktykowanie niewolnictwa, przymusowe wcielanie do wojska dzieci).

## Inne
- 9 stycznia 2009 syn Taylora, Charles Taylor Jr, został skazany na 97 lat więzienia za zbrodnie popełnione w czasie wojny domowej w Sierra Leone.
- Na osobie Charlesa Taylora była wzorowana postać Andre Baptiste’a z filmu Pan życia i śmierci.